# 1170

## Починали
- Мстислав II, велик княз на Киевска Рус